# Kem hàu
Kem hàu (tiếng Anh: Oyster ice cream) là một loại kem có hương vị thơm ngon. Sau khi được ghi lại trong một cuốn sách dạy nấu ăn thế kỷ 19, để rồi bị lãng quên trong hai thế kỷ tiếp theo, hương vị kem này mới được xuất đầu lộ diện tại một số lễ hội về hàu thế kỷ 21.

## Lịch sử
Nguồn tư liệu lịch sử duy nhất viết về kem hàu được tìm thấy trong cuốn sách dạy nấu ăn của Mary Randolph có nhan đề The Virginia Housewife, xuất bản năm 1824.
Trái ngược với nhiều nguồn tin khác nhau trong thế kỷ 21, kem hàu không được phục vụ trong Lễ Tạ ơn đầu tiên, cũng không phải là món ăn yêu thích của George Washington, cũng như không được Dolley Madison thưởng thức trong Nhà Trắng và còn không được Mark Twain nhắc đến trong cuốn tiểu thuyết Những cuộc phiêu lưu của Tom Sawyer của ông.

## Thế kỷ 21
Theo đầu bếp kiêm chủ nhà hàng José Andrés, kem hàu được làm bằng cách "làm nóng nhẹ hàu và kem", trước khi đông lạnh sản phẩm. Nhà sử học thực phẩm Robert Brantley mô tả món kem hàu của thập niên 1800 là "[v]ề cơ bản...súp hàu đông lạnh. Họ thưởng thức nó mà không cần thêm đường."  Kem hàu có hương vị thơm ngon trái ngược với vị ngọt.  Lorraine Eaton của tờ The Virginian-Pilot đã viết rằng một trong những đồng nghiệp của cô tại nơi làm việc "gần như nôn nao" sau khi nếm thử món kem hàu tự làm của Eaton; những người khác lại có những lời chỉ trích tích cực về hương vị kem này.
Hai loại kem hàu đã được giới thiệu tại Lễ hội Hàu Colchester ở Colchester, Essex vào tháng 9 năm 2012. Kem "hàu và gừng" được phục vụ tại Lễ hội Hàu lần thứ 23 ở Phố Chính Arcata vào tháng 6 năm 2013.